# مجلس قربانی سنمار
مجلس قربانی سِنِمّار نمایشنامه‌ای از بهرام بیضایی است از سالِ ۱۳۷۷.

## داستان
نمایش در روزگارِ نعمان بن امرؤ القیس (نعمانِ یکُم) می‌گذرد که، از بهرِ پذیراییِ یزدگردِ یکُم، خورنق را می‌سازد و سِنِمّار معماری است که بدین کار گماشته می‌شود؛ و چگونگیِ فراخواندنِ سنمّار و ساختنِ خورنق و آنچه میان نعمان و سنمّار می‌رود و فروافکندنِ سنمّار از فرازِ قصر بر صحنه مجسّم می‌شود.
در پایان شاهِ ایران می‌رسد، در حالی که نعمان گاه می‌اندیشد که برود و سر به بیابان گذارد (چنان که در داستانِ نظامی هست) و گاه از خوابِ سنمّار بیمناک است که دیده بود که یکی از پشتِ نعمان (نعمانِ سوّم در تاریخ) را پادشاهِ ایران زیرِ پای فیل خواهد افکند.

## متن
افسانهٔ سنمّار و خورنقش را پیش از بیضایی بسیاران نوشته‌اند. از جمله در زبان فارسی نظامی گنجوی این سرگذشت را در هفت پیکر آورده؛ به این صورت که رای یزدگرد به این تعلّق می‌گیرد که فرزند نوزادش را که بهرام باشد (بهرام گور) به نعمان سپارَد تا «پرورشگاه در عرب سازد». بهرام نزد نعمان پرورش می‌یابد و چهار سال سپری می‌شود. نعمان با پسرش، که منذر باشد، می‌گوید که باید قصری ساخت تا این شاهزاده در او ببالد و بیارامد. جای بنا معیّن می‌شود و سمنار (یا سنمار) را، که به معماری آوازه است، از روم فرامی‌خوانند تا کار کرده شود. سنمّار به صد شوق کارگاه را راه می‌اندازد و خورنق را به پنج سال به شایستگی برمی‌آورد. آنگاه نعمان سنمّار را به پاداشی نوید می‌دهد «که به یک‌نیمه زان نداشت امید». سنمّار شادان و شکرگزار می‌گوید که اگر می‌دانست چنین پاداشی در کار است، بهتر از این می‌ساخت. نعمان می‌پرسدش که اگر بیش از این پاداش بگیرد، «به ازین ساختن توانی نیز؟» سنمّار می‌گوید که می‌تواند بسی نیکوتر و بزرگ‌تر از این را بسازد. نعمان خشم می‌گیرد و اندیشناک می‌شود و می‌فرماید تا سنمّار را از فراز همان بنای بلند فروافکنند؛ و بدین ترتیب سنمّار کشته می‌شود، با فروافتادن از قصری که خودش ساخته بود:
| کرد قصری به چند سال بلند |  | به زمانیش ازو زمانه فگند |

مجلس قربانی سِنِمّار به سال ۱۳۷۷ نوشته شد و نخست به سال ۱۳۸۰ در تهران به وسیلهٔ انتشاراتِ روشنگران و مطالعات زنان چاپ شد. روی جلد کتاب آراسته است به نگارهٔ ساختنِ خُوَرْنَقْ (از یک نسخهٔ خمسهٔ نظامی گنجوی، مکتب هرات، ۸۷۳ هجریِ خورشیدی، در موزه بریتانیا) کارِ کمال‌الدّین بهزاد.

## تجزیه و تحلیل
دربارهٔ شگردهای نمایشی و زبان این نمایشنامه سخن‌ها گفته‌اند. از جمله محسن حسینی مقاله‌ای دارد به نام «... و خ‍ورن‍ق ه‍زار زم‍س‍ت‍ان ب‍رپ‍اس‍ت» و شهرام احمدزاده در مقالهٔ «زب‍ان‍ش‍ن‍اس‍ی ن‍م‍ای‍ش‍ن‍ام‍ه م‍ج‍ل‍س ق‍رب‍ان‍ی س‍ن‍م‍ار» برخی آرای زبان‌شناسانِ ذات‌باور را به این بهانه مطرح می‌کند.

## نمایش
این نمایشنامه را بیضایی به نمایش درنیاورده است.

## به زبان‌های دیگر
این نمایشنامه به ترکی ترجمه شده و در لنکران به نمایش درآمده است.

## تأثیرِ فرهنگی
نمایشگاهی از نقّاشی‌های باران صدیقیان بر اساس مجلس قربانی سنمار در اردیبهشت ۱۳۹۶ در تهران برگزار شد.
اشارات خرد و کلان دیگری هم به این نمایشنامه در فرهنگ عامّه هست. از راه نمونه، نویسندهٔ مقالهٔ «مجلس قربانی محسن تنابنده» (۳۱ تیر ۱۳۹۴، روزنامهٔ شرق) تنابنده را به سنمّار مانند کرده و به نمایشنامهٔ بیضایی اشاره کرده‌است. نمایش قصه شهرزاد به روایت سنمار (۱۴۰۰) از این نمایشنامه الهام گرفته‌است.